# Portuguès de Cap Verd
El portuguès de Cap Verd (português cabo-verdiano) és una varietat del portuguès parlat a l'arxipèlag de Cap Verd.

## Estatut
Mentre que el crioll capverdià és la llengua materna de gairebé tota la població a Cap Verd, el portuguès és la llengua oficial. Per tant, el crioll és utilitzat diàriament de manera col·loquial, mentre que el portuguès s'utilitza a les escoles, als mitjans de comunicació, etc. Portuguès i crioll viuen en un estat de diglòssia.
El portuguès no es parla de manera uniforme a Cap Verd. Hi ha un 'continuum que revela diversos aspectes: major o menor educació, més o menys exposició al portuguès, major o menor freqüència en l'ús del portuguès, etc.
No hi ha cap institució que regula l'ús del portuguès a Cap Verd. No obstant això, hi ha alguns conceptes empírics sobre el que és "correcte" o "incorrecte" auant a la forma de parlar, com a resultat de:
1. Models consensuats entre persones que són els més educades i / o més exposades al portuguès; models consensuals
2. Models consensuats entre els estudiosos, professors d'idiomes, etc.
3. Quan alguns fenòmens lingüístics es produeixen d'una manera sistemàtica i regular, ja no són considerats desviació de l'estàndard, sinó més aviat una expressió genuïna de la comunitat regional;

Un altre fenomen interessant és que, si per una banda el portuguès de Cap Verd va desenvolupar una correcta especificitat, per l'altra durant els anys de colonització els models paradigmàtics eren del portuguès europeu, i fins avui, les obres de referència (gramàtiques, diccionaris, manuals escolars, etc.) són originaris de Portugal. Hom presencia dos moviments de sentit oposat que ocorren en simultani: d'una banda el portuguès parlat en Cap Verd marxa a un desenvolupament de característiques pròpies, per una altra banda les normes europees del portuguès continuen fent una pressió que trava un desenvolupament més ràpid d'una variant típicament capverdiana.

## Característiques
Malgrat de ser mínimes, hi ha prou característiques per a diferenciar el portuguès capverdià del portuguès europeu. A causa de la dimensions del territori, no es pot dir que haja divisions dialectals en el portuguès parlat a Cap Verd, constituint una de les varietats de portuguès en l'univers de la lusofonia. Però és encara una modalitat del portuguès que necessita de més estudis descriptius que subministrin un panorama més complet de les seves singularitats. A diferència d'altres varietats del portuguès (com el portuguès d'Angola, per exemple), en què hi ha comprovada influència del portuguès brasiler (especialment en el lèxic), no se sap quins seria la influència concreta del portuguès del Brasil en la modalitat del portuguès parlada en Cap Verd.

### Fonètica
En la fonètica, la variant de Cap Verd és bastant pròxima de la de Portugal. Es presenten de seguida les diferències més evidents.
1. Consonants
  1. El so «l»
En portuguès capverdià «l» és dental [l̪], o sigui, és pronunciat amb la punta de la llengua a tocar les dents incisives superiors, quedant la llengua en la posició horitzontal. És similar al so «l» del castellà, del francès o de l'alemany.
El so «l» en portuguès europeu és alveolar [l͇], o sigui, és pronunciat amb la punta de la llengua apropada als alvèols, bé endarrere de les dents incisives superiors, quedant la llengua corbada, amb una concavitat bolcada al cim. ÉS similar al so «l» anglès o català.
El fet d'aquesta «l» pronunciada amb la llengua corbada fa amb la part posterior de la llengua s'aproximi a la pronúncia palatal, i per això, alguns autors consideren que la «l» portuguesa és una «l» velaritzada [ɫ] (no confondre amb «l» velar [ʟ]).
  2. El so «rr»
El so «rr» té la mateixa variabilitat que en el portuguès europeu. O és pronunciat «amb la punta de la llengua» (més freqüent a les illes del Sud), o és pronunciat «en el fons de la gola» (més freqüent en les illes del Nord). Amb «la punta de la llengua» es pretén dir una consonant vibrant alveolar múltiple [r]. Amb «en el fons de la gola», depenent del parlant, tant pot ser una consonant vibrant uvular [ʀ], pot ser una consonant fricativa uvular, sonora [ʁ], o pot ser una consonant fricativa, velar sonora [ɣ].
  3. Les consonants «b», «d» e «g» intervocàliques
Algues obres clamen que les consonants «b», «d» e «g» en el portuguès europeu, quan intervocaliquess, són pronunciades com a fricatives [β], [ð], [ɣ]. A Cap Verd són sempre pronunciades com a oclusives [b], [d], [ɡ].
2. Vocals i diftongs
  1. «A» àtona
 En el portuguès europeu, hi ha certs casos en quel «a» àtona és pronunciada oberta [a]:
- quan resulta etimològicament de la contracció de dues «aa» («sadio», «Tavares», «caveira», etc.);
- quan hi ha una trobada entre una «a» a final de paraula i una «a» a començament de paraula («minha amiga», «casa amarela», «uma antena», etc.);
- quan «a» és seguida de «l» + consonant («alguém», «faltou», etc.);
- altres casos més difícils d'explicar («camião», «racismo», etc.)
En el portuguès capverdià existeix la tendència a tancar aquestes «aa»:
- «vadio», «caveira», pronunciades com «a» datat [ɐ];
- «minha amiga», «uma antena» sempre com «a» tancad [ɐ];
- «alguém», «faltou», pronunciades com «a» tancada [ɐ];
Tanmateix noteu que en el registre culte algunes «aa» són pronunciades obertes [a]: «baptismo», «fracção», «actor», etc.
  2. «O» inicial àtona
A Cap Verd, «o» inicial àtona és pronunciada sempre tancada [o].
  3. «E» inicial àtona
A Portugal o «e» escrita inicial àtona és pronunciada com «i» [i]. A Cap Verd, depenent de les paraules (i dels parlants) ara és pronunciat com a «e» tancada [e], ara com «i» [i]. Probablement, la tendència natural serà de pronunciar com «e» tancada [e] (paral·lelament en «o» inicial), pronunciada com a «i» [i] resultant de la pressió del portuguès europeu. Molts parlants a Cap Verd distingeixen clarament la pronúncia de certs parells de paraules: «eminência \ iminência», «emita \ imita», «emigrante \ imigrante», «elegível \ ilegível», «emergir \ imergir», etc.
  4. «E» àtona abans del grup «s» + consonant, en inici de paraula
A Portugal, «e» àtona abans del grup «s» + consonant, en inici de paraula, és pronunciada com «e muda» [ɨ]. A Cap Verd, aquesta «e» no és pronunciat del tot, començant la paraula per una fricativa palatal sorda «ch» [ʃ] («estado», «espátula», «esquadro»), o per una fricativa palatal sonora «j» [ʒ] («esbelto», «esganar»).
  5. El so «e muda»
Molts parlants capverdians tenen dificultats en pronunciar el so «e muda» [ɨ] (revelar, medir, debate), sent no obstant això aquesta dificultat distingida en dos resultats diferents:
    1. els parlants de les illes del Sud pronuncien sovint com «i» [i];
    2. els parlants de les illes del Nord purament i simplesmente no la pronuncien (vegeu punt 7, més endavant);
En tot o cas, mai es verifica la pronúncia paragògica d'una «e muda» després de les consonants finals «l» i «r», com a Portugal. En Cap Verd mai es pronuncia «normale», «barrile», «cantare», «bebere».

  6. «I» i «u» àtones
A Cap Verd no es verifica la dissimilació existent a Portugal de dos sons «i» o de dos sons «u». Les paraules «medicina», «vizinho» es pronuncien efectivament «me-di-ssi-», «vi-zi-», i no «me-de-ssi-», «ve-zi-» com a Portugal. Les paraules «futuro», «Sofia», es pronuncien efectivament «futu», «su-fi-», i no «fe-tu-», «se-fi-» com a Portugal.
  7. «I» e «u» àtones un altre cop
Els parlants de les illes del Nord practiquen sovint la caiguda de les vocals orals tancades (escrites «e», «i», «o», «u») quan són àtones.
Tant aquest punt com l'esmenat en el punt 5 són considerats errors de pronúncia.
  8. Diftongs «ei» i «ou»
En portuguès europeu padrão el diftong escrit «ei» és pronunciat «âi» [ɐj], mentre que el diftong escrit «ou» és pronunciat «ô» [o]. A Cap Verd aquests diftongs só pronunciats com l'escriptura fa preveure: el ditongo escrit «ei» és pronunciat «êi» [ej] i el ditongo escrit «o» és pronunciat «ôu» [ow].
De la mateixa manera, el ditongo nasal escrit «em» és pronunciat «ẽi» [ẽj], i no «ãi» [ɐ̃j] com en portuguès europeu padrão.
  9. «E» tònica abans de palatals
Paral·lelament al punt anterior, «e» tònica abans del sons palatals («lh» [ʎ], «nh» [ɲ], «ch» [ʃ], «j» [ʒ]) és pronunciada com «e» tancada [e].
  10. Diftong «ui»
El diftong «ui» en la paraula «muito» no és pronunciat nasal ([uj] i no [ũj]).

### Morfologia i sintaxi
En la morfologia no es noten grans diferències en relació al portuguès europeu, notant-se no obstant això la preferència per l'ús de certes formes. La sintaxi deixa entreveure algunes estructures del crioll que són transposades al portuguès.
1. El tractament de la 2a persona en Cap Verd és molt més simple. A Portugal hiiii ha diferències de tractament que són expressades per l'ús de «tu», «você», «o senhor», «Sr. Dr.» (o qualsevol altre títol professional), tractar la persona pel nom propi però usar la 3a persona p. ex.: «O Manuel fazia-me isso, p. f.?»), etc., que corresponen a diversos nivells d'intimitat,de respecte, jeràrquics, etc.
A Cap Verd només hi ha dos nivells de tractament de la 2a persona: «tu» (tractament d'intimitat, familiar o coetani) i «você» (tractament de respecte) que pot ser usat indistintament d'«o senhor» o «a senhora».
2. En crioll no hi ha una forma específica per al futur. El futur en crioll és expressat ocasionalment amb el verb auxiliar «ir». Possiblement aquesta característica es reflecteix en el fet que els capverdians prefereixin usar el futur compost en portuguès: «eu vou fazer» (en comptes del futur simple «eu farei»).
 Paral·lelament, el mateix esdevé amb el condicional (futur del pretèrit en la nomenclatura gramatical brasilera). Els capverdians prefereixen usar la forma composta en portuguès «se chovesse eu não ia sair» (en comptes de «se chovesse eu não sairia»). Però, falten encara estudis per a la comprovació d'aquestes hipòtesis, una vegada que, en altres països de llengua portuguesa (Brasil i Portugal, per exemple), les formes analítiques de futur són també molt comunes.
3. És freqüent l'ús de la interrogativa en la negativa, sobretot quan s'ofereix qualsevol cosa: «Não queres uma xícara de café?»; «Não precisas da minha ajuda?».
4. En crioll no existeixen articles definits. De manera que, de vegades, l'article és poc usat al parlar portuguès. Ex.: «Pedro foi» (em vez de «O Pedro foi»).
5. La primera persona del plural del pretèrit perfecte dels verbs de la primera conjugació no és pronunciada amb «a» oberta (encara que l'ortografia la impliqui). «Cantámos», «louvámos», «brincámos» pronunciats amb «a» tancada [ɐ].
6. Com que en crioll no existeix flexió verbal a nivell de persona és obligatori l'ús dels pronoms personals. Per això en el portuguès parlat a Cap Verd l'omissió del pronom personal és poc freqüent. Ex.: «Eu desço as escadas» més freqüentement que «Desço as escadas»).
7. També per la flexió feble en crioll l'ordre de les paraules és més rígida. El crioll no permet la flexibilitat, les inversions i el canvi d'ordre de les paraules permesos en el portuguès.
 En la parla del dia-a-dia a un capverdià quan parla portuguès no li és natural usar inversions o canviar d'ordre de les paraules. Per ex., el que a Portugal podria ser enunciat «espero eu que um dia lá chegues», a un parlant capverdià seria més natural ser enunciat «eu espero que tu chegues lá um dia».
Tanmateix això no impedeix que a nivell literari sigui usada la flexibilitat esmentada.
8. A Cap Verd no es noten certs errors freqüents a Portugal, com per exemple «póssamos», «tu fizestes», «tu hades fazer», «dei-te a ti», etc.

### Lèxic i semàntica
En el lèxic i en la semàntica es noten fortes influències del crioll. La frontera entre un substrat de crioll en el portuguès de Cap Verd i un superstrat de crioll en el portuguès capverdià no està bé definida. Ja que gairebé totalitat dels vocables dels crioll venen del portuguès, l'ús de certes formes no és clar si són arcaismes del portuguès que es van mantenir en el portuguès parlat a Cap Verd, o si són vocables del crioll que van ser (re)introduïts en el portuguès. Encara que manquen estudis per a referendar la posició de que certs usos són arcaismes, aquesta hipòtesi sembla bastant productiva perquè hi ha vocables usats tant a Cap Verd com a Brasil, per exemple, el que pot servir de comprovació a aquest punt de vista. Una altra visió és el lèxic comú a Cap Verd i a Brasil, però no comú a Portugal, seria reflex de la influència del portuguès brasiler.
En altres casos, tot i parlant portuguès, és més freqüent utilitzar la paraula en crioll del que la paraula corresponent en portuguès.
1. Certs vocables són específics i revelen clarament certes particularidats de la fauna, de la flora, de la etnografia, de la cuina, del clima, etc. Ex.:
  1. tchota (pardal);
  2. passarinha (martim-pescador — au de la família dels Halcyonidae);
  3. serra (subst. masc.) (cavala-da-India — peix de la família dels scombridæ; no confondre amb Pristis pristis ni amb Xiphias gladius);
  4. mancarra (cacauet);
  5. malagueta (piripíri, tant el fruit com la salsa picant - malagueta és usat a Brasil amb el mateix sentit);
  6. azedinha (groselha);
  7. tambarina (tamarindo);
  8. babosa (àloe vera - babosa també és usat a Brasil)
  9. calabaceira (arbre més coneguda com a embondeiro o baobá — Adansonia digitata; nom donat igualment al fruit de l'arbre)
  10. violão (guitarra, el mateix que «violão» a Brasil, anomenat vulgarment «viola» a Portugal);
  11. gaita (acordió);
  12. carambola (bal);
  13. bandeja (utensili pla per transportar menjar, més conegut a Portugal com a «tabuleiro», embora a Brasil però també "bandeja");
  14. fatia parida (rabanada);
  15. beijo (plat dolç, fet amb clara d'ous, conegut a Portugal com a «suspiro»);
  16. mel (estesa com a Mel de canya de sucre; l'altra varietat de mel es diu «mel de abelha»);
  17. geada (orvalho);
2. Altres objectes, idees o expressions s'expressen de manera diferent. Ex.: 
  1. S'atén el telèfon dient «alô» com a Brasil, i no «estou» o «está» com a Portugal;
  2. El que a Portugal s'anomena indiscriminadament «mala» (maleta), a Cap Verd pren diverses designacions segons els casos: «mala», «pasta», «carteira», «saco de senhora», «arca», etc.;
  3. en contrapartida, el que a Portugal i a Brasil pot ser anomenat «sobretudo», «casaco», «blusão», «blazer», etc., a Cabo Verde és anomenat «casaco»;
  4. Es diu «máquina de calcular» (i no «calculadora»), «máquina de fotocópias» (i no «fotocopiadora»); es diu «cartucho de tinta» (como a Brasil i no «tinteiro»);
  5. degut al clima, l'aigua per beure mai és servida a temperatura ambient, sió «fresca» o «gelada»; l'expressió «água natural» no és coneguda a Cap Verd;
  6. la paraula «autocarro» és usada indiscriminadament pel que a Portugal es diferencia com a «autocarro» i «camioneta»;
  7. Els grups musicals són coneguts generalment com a «grupos» o «conjuntos», i no «bandas» com a Portugal; el terme «banda» és limitat a les bandes filharmòniques; més curiós encara és l'ús en plural del nom de les respectives bandes a Portugal (os «Madre Deus», os «Trovante», os «Mesa», etc.); a Cap Verd el nom dels conjunts no acostuma a portar article («Bulimundo», «Cabo Verde Show», «Finaçom», «Voz de Cabo Verde», etc. — notable excepció: «Os Tubarões»), i quan estan integrats en una frase en concordànça verbal també és feta en singular («Bulimundo» actuà…, «Voz de Cabo Verde» llançà un disc…, «Livity» retorna…, etc.);

1. Degut al fet que els països veïns més propers a Cap Verd són principalment francòfons, en els mitjans diplomàtics o en els mitjans més en contacte amb els estrangers sorgeixen neologismes, vivament repudiats per acadèmics i puristes a Cap Verd. Per ex.: «engajar» (del francès «engager»), «atitude revanchista» (del francès «revanche»), «adereço» amb el significat d'«endereço» (el francès «adresse» o de l'anglès «address»?). El fet que en crioll es pronuncia «tchanci», porta a creure que l'ús de la paraula «chance» és un anglicisme (anglès «chance») i no un gal·licisme (francès «chance»).
2. Encara que algunes paraules siguin usades exactament amb el mateix significat que a Portugal, també són usades amb el significat del crioll. Ex.:
  1. malcriado (rebelde, insubmisso);
  2. afronta (desespero);
  3. pudera! (exclamació que vol dir «evidentemente!»)
  4. rocha (montanha);
  5. inocente (ingénuo);
3. Alguns significats conferits a Portugal són simplement desconeguts a Cap Verd. Ex.:
  1. «abalar» només és conegut amb el significat de «sacudir», i no amb el significat de «partir»;
  2. «ilhéu» només és conegut amb el significat d'«ilha pequena», i no amb el significat d'«habitante de uma ilha»;
  3. «ténis» és usat només per a designar l'esport; la peça de calçat és designada «sapatilha»;

### Ortografia
Cap Verd va participar en els treballs d'elaboració de l'Acord Ortogràfic de 1990 — amb una delegació constituïda pel linguista Manuel Veiga i l'escriptor Gabriel Moacyr Rodrigues — i ratificà el document. En 1998 fou l'amfitrió de la II Cimera de la CPLP, realitzada a Praia, on va ser signat el primer "Protocol Modificatiu de l'Acord Ortogràfic de la Llengua Portuguesa" que va retirar del text original a data per a la seva entrada en vigor (1994). Cap Verd va ratificar aquest document, així com el "Segon Protocol Modificatiu" (en abril de 2005), sent el segon país (després de Brasil) a concloure tota la tramitació per a l'entrada en vigor de l'Acord Ortogràfic.
Segons el primer ministre José Maria Neves, Cap Verd és a favor d'una "aproximació ortogràfica" entre les variants existents a Portugal i a Brasil i encara la llengua portuguesa com "un instrument important per al desenvolupament de Cap Verd". Malgrat que l'Acord Ortográfico de 1990 ja havia començat a ser aplicat en alguns òrgans de comunicació social capverdians, al país continua prevalent l'ús de les normes de l'Acord Ortogràfic de 1945.